# Megaselia criniloba
Megaselia criniloba är en tvåvingeart som beskrevs av Rudolf Beyer 1966. Megaselia criniloba ingår i släktet Megaselia och familjen puckelflugor. Inga underarter finns listade i Catalogue of Life.